# 莫斯科不相信眼泪
《莫斯科不相信眼泪》（羅馬化：Moskva slezam ne verit）是1979年由莫斯科电影制片厂出品的一部苏联电影，此片由瓦连京·切尔內赫编剧，弗拉基米尔·缅绍夫导演，缅绍夫的妻子维拉·阿莲托娃和阿勒克塞·巴塔洛夫领衔主演，并赢得1981年奥斯卡最佳外语片奖。

## 情节
故事背景是二十世纪五十年代末至七十年代末的莫斯科，讲述了来到莫斯科的三个外地女孩。三个人住在同一间宿舍，是交往密切的好友。维拉·阿莲托娃饰演的卡捷琳娜，为获得学位而苦苦奋斗，并在一家工厂辛勤工作。柳德米拉（伊琳娜·穆拉维耶娃饰）则梦想在莫斯科找到一位金龟婿。安东尼娜（罗莎·梁赞洛娃饰）正与尼古拉（鲍里斯·斯莫尔奇科夫饰）交往。
卡捷琳娜的表舅是一位大学教授，拥有一套漂亮的公寓。夫妻外出度假期间，安排卡捷琳娜临时看房子和照顾小狗。在柳德米拉的怂恿下，两人假冒教授的女儿，举办一场宴会。卡捷琳娜由此邂逅了为一家电视台做摄像师的鲁道夫（尤里·瓦西里耶夫饰演）。柳德米拉则与冰球运动员谢廖沙恋爱。鲁道夫在与卡捷琳娜的交往中，借机占有了她，致使卡捷琳娜怀孕。而鲁道夫也发现了卡捷琳娜的真实身份，他认为婚姻并不是一个选择，于是放弃卡捷琳娜。鲁道夫的母亲则警告她，让她不要再缠着自己的儿子不放，然后给她钱，但被卡捷琳娜拒绝了。另一方面，谢廖沙知道柳德米拉的真实身份后，两人仍顺利的结婚了。
卡捷琳娜在生下女儿亚历山德拉（成年后纳塔莉亚·瓦维诺娃饰演）之后，在学业和照顾女儿之间，疲于奔命。电影镜头在卡捷琳娜含泪在自己的宿舍设定闹钟，跳跃到二十年之后，闹钟响起，卡捷琳娜在自己的公寓醒来。她仍然是未婚，经过多年的奋斗，她已成为一家大型工厂的负责人。她有一个情人，一个年长的叫沃诺迪亚（奥列格·塔巴科夫）的已婚男士，但卡捷琳娜仍然觉得生活中缺少了什么。柳德米拉与丈夫谢廖沙在七年前已离婚，此时，谢廖沙已陷入酗酒不能自拔。安东尼娜与丈夫尼古拉育有三个孩子，过着平静的家庭生活。
有一晚，卡捷琳娜结束朋友聚会，从安东尼娜和尼古拉的乡村别墅返回，在回家的火车上遇到了一个叫寇莎（阿勒克塞·巴塔洛夫饰演）的男人。不久他们就开始约会了，但鲁道夫的不期而至貌似将要毁灭一切。作为报道卡捷琳娜工厂出色的生产率的采访团的一员，鲁道夫一开始并没有认出她来，但等他认出之后，鲁道夫希望做出补偿并见见自己的女儿。卡捷琳娜不让他来自己家，但鲁道夫违背了她的意愿，在卡捷琳娜、寇莎和亚历山德拉吃饭时闯了进来。他讲述了有关这次采访的事，也就是在这时候寇莎知道了卡捷琳娜的身份，她的收入因此也绝对比他自己的要高。作为一个男人，无论如何也不能让一个女人高出一等，于是他相当的生气然后离开了。
接连几日都杳无音信，寇莎既不打电话，也没有来见卡捷琳娜，直到最后卡捷琳娜和朋友聚在厨房里，决定必须要做点什么。于是尼古拉出去找寇莎去了，发现他时他正在喝酒，在把他一起灌醉以后，尼古拉说服寇莎回到了卡捷琳娜的身边。
电影最后的镜头设在卡捷琳娜公寓的厨房。寇莎喝着汤，卡捷琳娜眼泪汪汪的望着他。寇沙问：“怎么啦？”卡捷琳娜回答：“我找你找了多久啦。”寇沙想了想说道：“八天。”卡捷琳娜说：“不是。”然后重复一遍说，“已经一辈子了。”

## 奖励和表彰
- 这部电影在1981年获得了奥斯卡最佳外语片奖。
- 这部电影获第三十届柏林国际电影节的金熊奖提名（1980）。[2]
- 维拉·阿莲托娃（英语：Vera Alentova）被《苏联银幕》（Советский экран）杂志评为苏联最佳女演员（1980）。
- 1981年，电影被授予蘇聯國家獎。[3]
- 美国总统罗纳德·里根在与苏联共产党中央委员会总书记米哈伊尔·戈尔巴乔夫会晤前几次看了这部电影，以便更好地理解“俄罗斯灵魂”。[4][5]

## 电影歌曲
- 《深情的吻》
- 《酷爸爸（英语：Daddy Cool (Boney M. song)）》
- 谢尔盖·尼基丁（英语：Sergey Nikitin (musician)）与达吉雅娜·尼基丁（英语：Tatyana Nikitina）演唱:
  - Александра（《亚历山德拉》）
  - Диалог у новогодней елки（《新年树下的私语》）
- Klavdiya Shulzhenko演唱：
  - Давай закурим (Davai zakurim / “美美地抽上一根”)

## 引用
- 香港女子組合Twins歌曲《莫斯科沒有眼淚》的歌名與歌詞即引用自此電影。該歌曲為粵語歌曲《下一站天后》之國語版，收錄於2005年專輯《見習愛神》。